# أندي غوردون (لاعب كرة قدم)
أندي غوردون (بالإنجليزية: Andy Gordon)‏ هو لاعب كرة قدم بريطاني في مركز الهجوم، ولد في 6 يوليو 1944 في باثغيت في المملكة المتحدة. لعب مع دارلينجتون إف سى.